# Quartiere Stadio

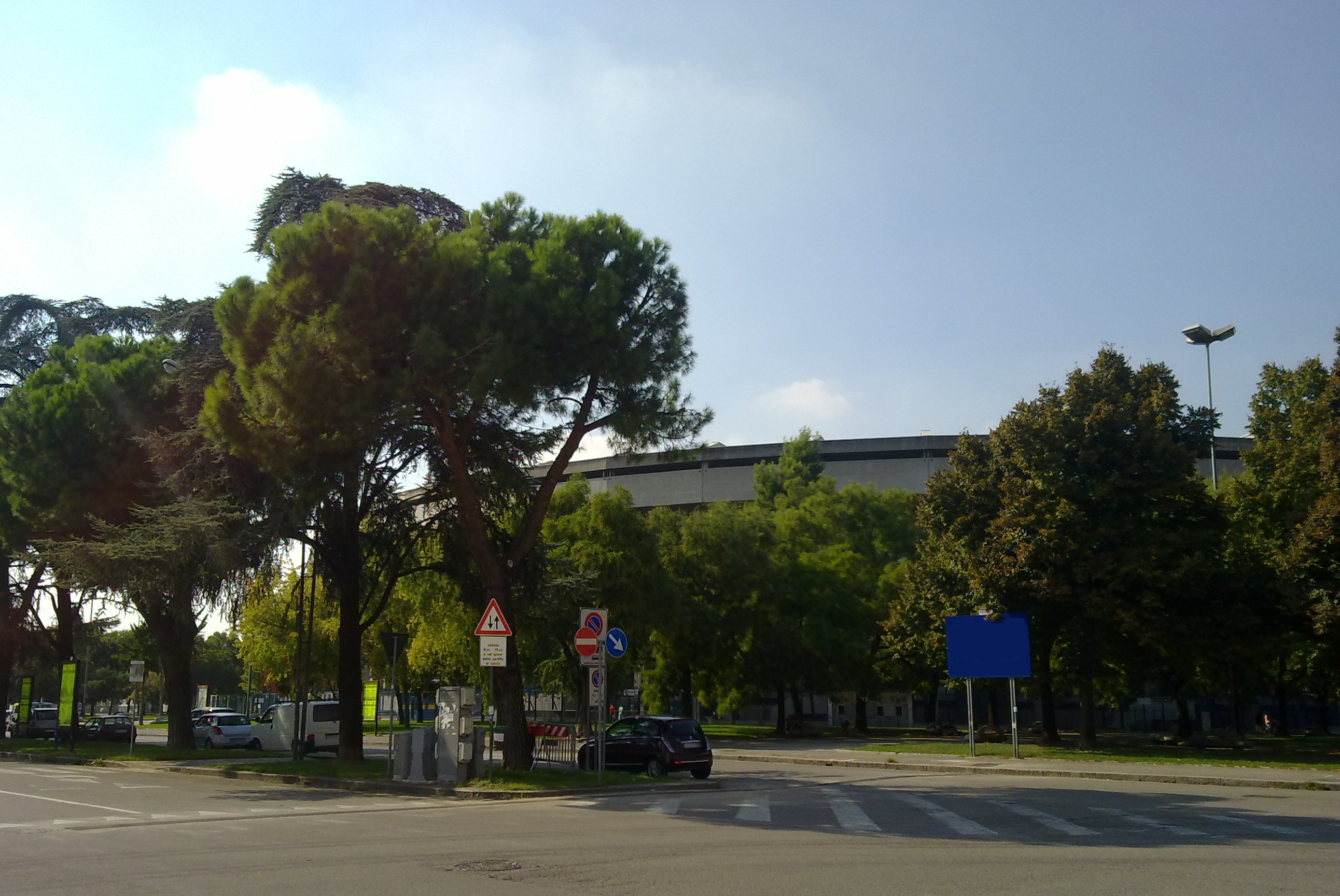
Piazzale Olimpia e lo stadio Marcantonio Bentegodi visti dall'incrocio tra viale A. Palladio e via Frà Giocondo

Il quartiere Stadio è un quartiere (più precisamente, una zona omogenea all'interno di Borgo Milano) di Verona, denominato così per la presenza dello stadio Marcantonio Bentegodi. Esso è uno dei quartieri più popolosi della città, con i suoi oltre 15 000 abitanti e fa parte della 3ª circoscrizione, la quale comprende anche le zone di Chievo e Borgo Nuovo e il quartiere di San Massimo. La circoscrizione conta un totale di 59 819 abitanti e le famiglie sono 28 277.

## Storia
L'urbanizzazione del quartiere è piuttosto recente. Essa inizia infatti dal 1961, espandendosi rapidamente dal fulcro di Borgo Milano. Viene quindi costruita anche la chiesa parrocchiale.
In occasione di Italia '90, furono realizzati dei lavori per il potenziamento delle infrastrutture viarie nella zona dello stadio, i quali hanno dimostrato che anche lontano dal centro storico di Verona si potevano trovare importanti resti archeologici. Per tale motivo è stata creata una carta di rischio archeologico dalla Soprintendenza ed è stato stabilito che qualsiasi progetto edilizio che comportasse uno scavo più profondo di un metro dal livello attuale del terreno avrebbe dovuto essere segnalato per valutare l'eventuale rischio archeologico.
Successivamente aumenta l'insediamento da parte degli stranieri e nel 1999 viene aperto il primo centro di preghiera islamica della città, chiuso nel 2003 e trasformato successivamente in un phone center. In quel periodo inizia anche a formarsi una piccola concentrazione di negozi gestiti da persone provenienti da paesi arabo-musulmani.

## Descrizione

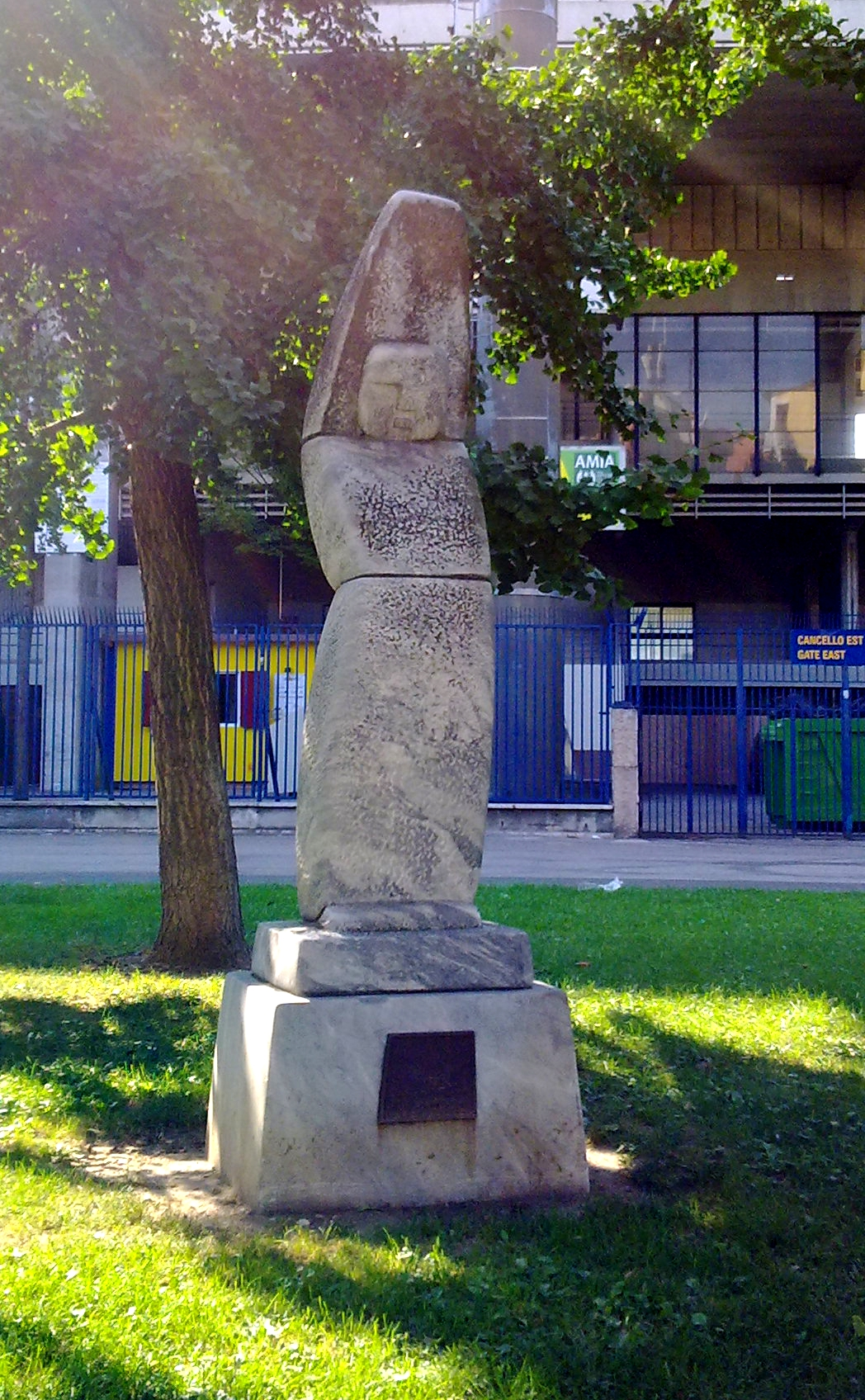
Uno dei monumenti posti nelle vicinanze dello stadio

Il quartiere confina a nord con la zona Borgo Milano centro, a est con il quartiere San Zeno, a sud con la zona della stazione Porta Nuova e a ovest con la zona Spianà.
Ogni sabato si svolge in piazzale Olimpia, intorno allo stadio il mercato rionale, con 261 banchi. Si tratta del mercato più esteso di Verona e i prodotti offerti ai cittadini sono di vario tipo (frutta e verdura, cibi pronti, vestiti, scarpe, oggettistica per la casa).
Nelle vicinanze dello stadio, costruito 50 anni fa, è presente anche il palazzetto dello sport PalaOlimpia.
Nei giardini della zona della curva sud è stato recentemente inaugurato un Memorial Garden, cioè un monumento per ricordare i tifosi dell'Hellas Verona Football Club scomparsi. Tale monumento compare per la prima volta qui in Italia, seguendo lo stile delle squadre inglesi.
Sono presenti, inoltre, altri monumenti tra i quali uno dedicato anche ai campioni d'Italia 84/85.

## Architetture religiose

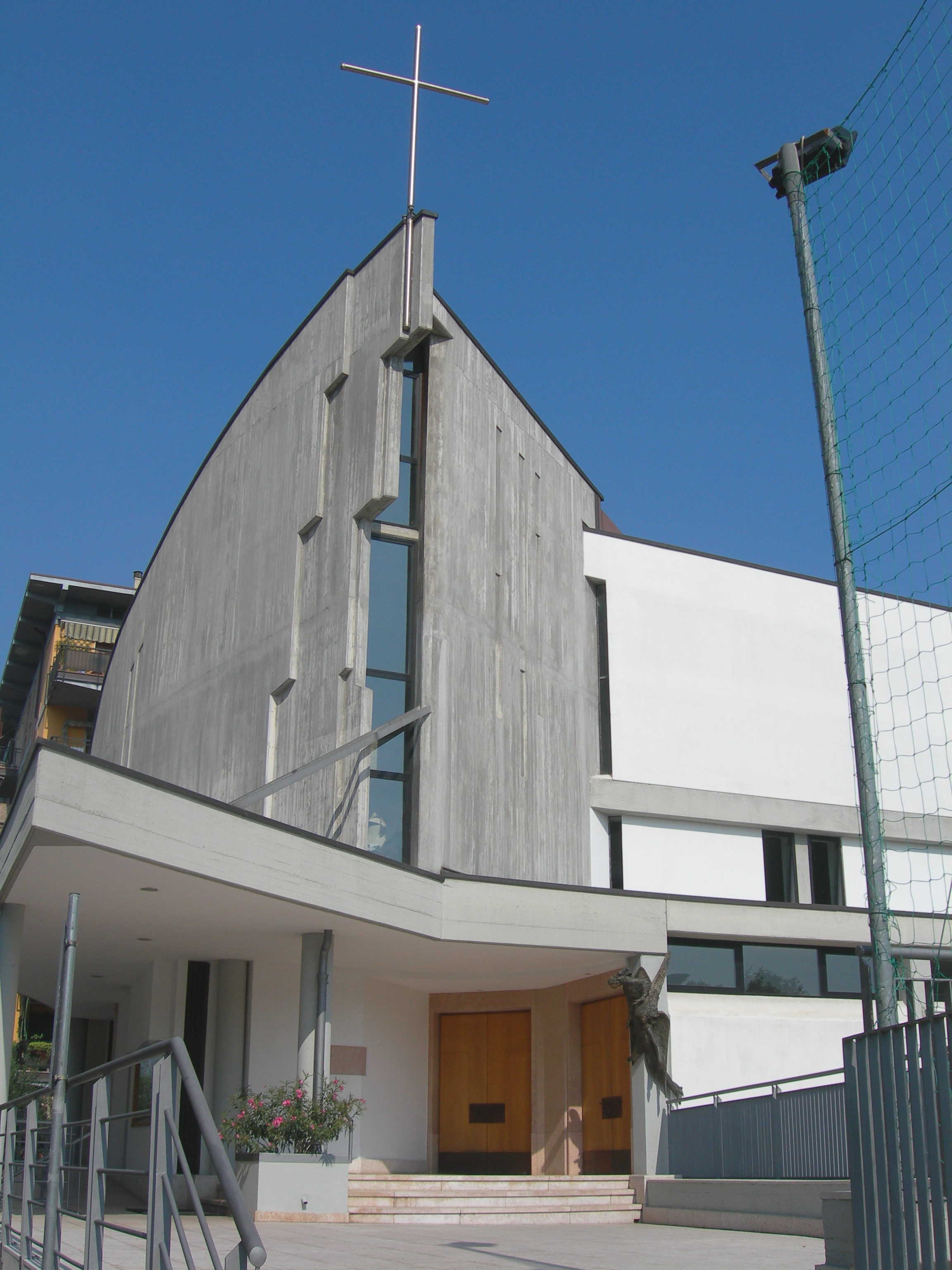
Parrocchia dei Santi Angeli Custodi

La chiesa del quartiere è la parrocchia dei Santi Angeli Custodi, la quale a gennaio 2011 ha compiuto il suo 50º anno.
Da essa vengono proposti periodicamente diversi eventi tra i quali sagre con stand gastronomici, musica e lotterie di beneficenza. Non mancano i concorsi fotografici.

## Istruzione
L'istituto comprensivo "Stadio" comprende le scuole "Pacinotti" e "Fedeli" (scuole secondarie di primo grado), "Monsignor Chiot", "Vivaldi" e "Uberti" (scuole primarie) e "Sansovino" e "Pascoli" (scuole dell'infanzia).

## Parcheggi
Il quartiere offre ben 3 parcheggi scambiatori nella zona di Piazzale Olimpia, senza pagamento della sosta, per una capienza totale di 2000 automobili.
Inoltre, è presente un parcheggio gratuito e custodito per biciclette, attivo il sabato in occasione del mercato, come pure in occasione di partite di calcio allo stadio.